# Yousuf Karsh

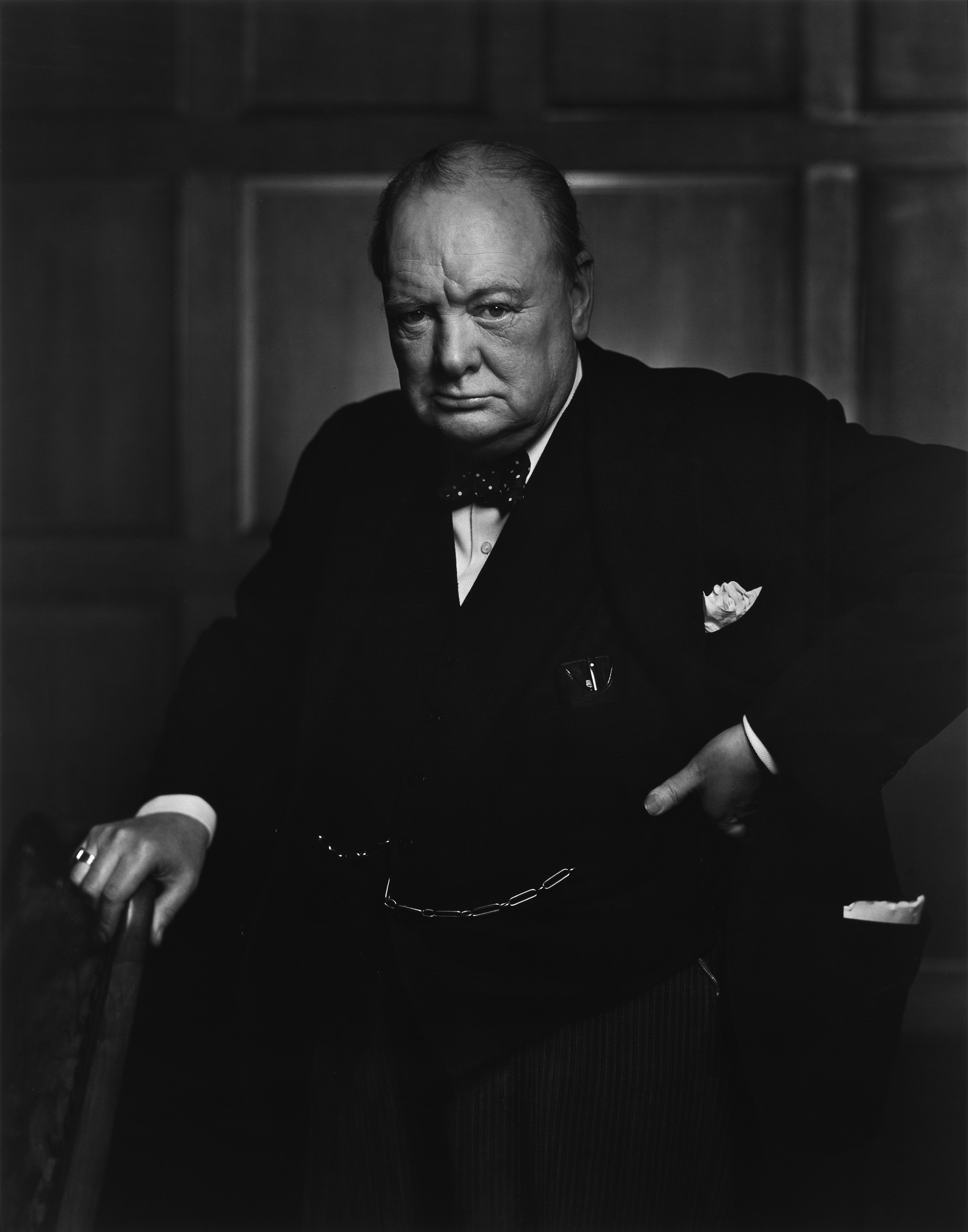
Sir Winston Churchill

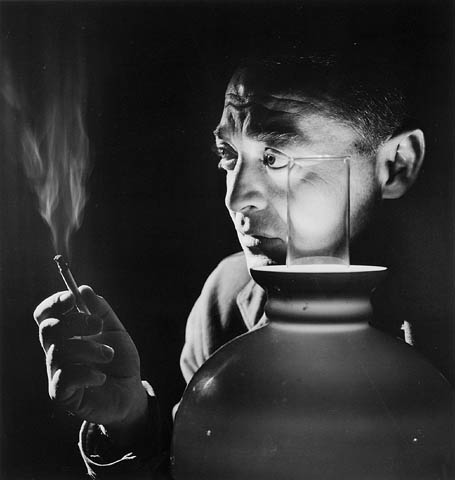
Herec Peter Lorre

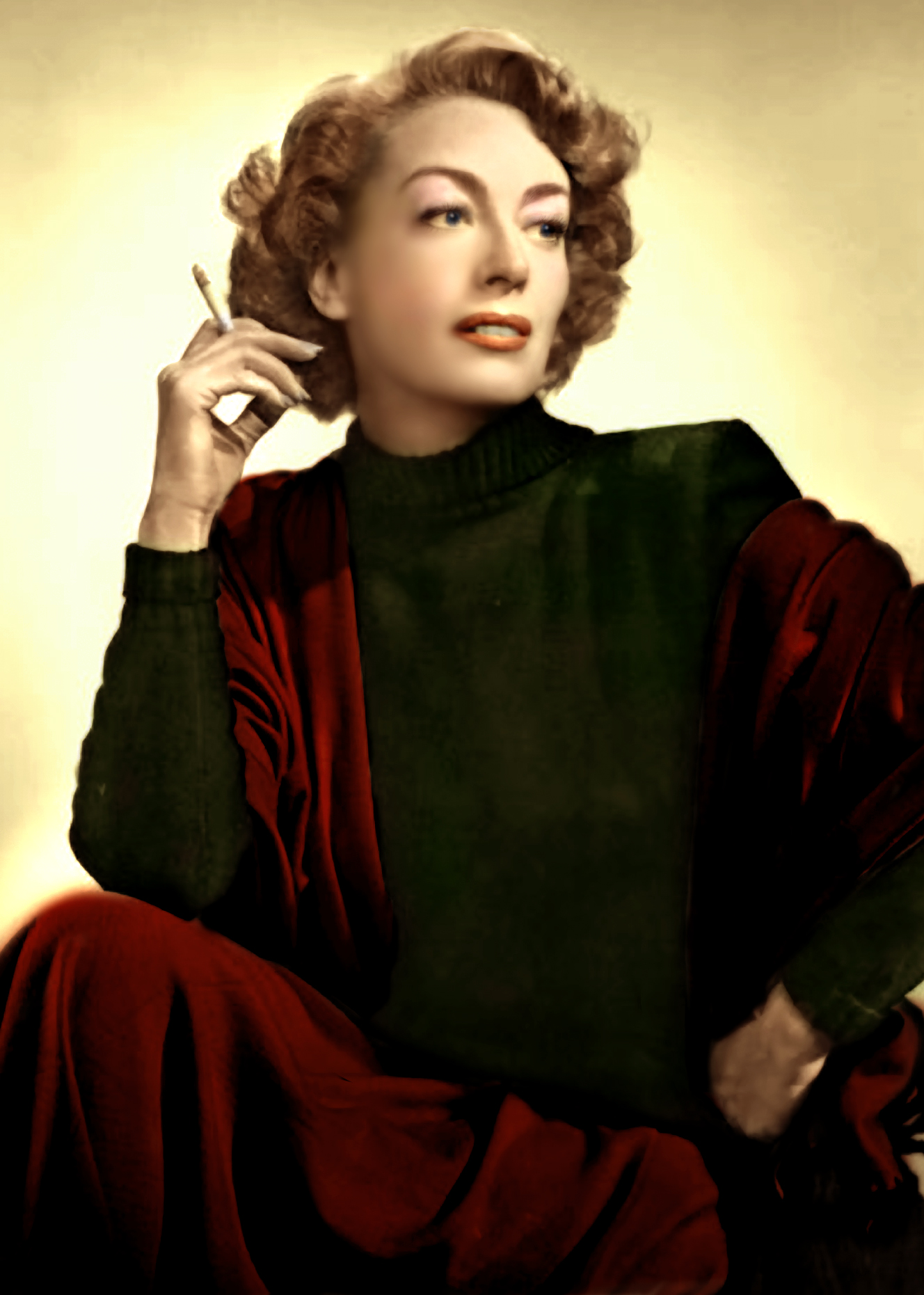
Joan Crawford

Yousuf Karsh (23. prosince 1908 Mardin – 13. července 2002 Boston), držitel řádu Order of Canada, byl kanadský fotograf původem z Arménie, jeden z nejznámějších portrétních fotografů. Proslul svými portréty politiků, umělců, hudebníků, spisovatelů, vědců a dalších známých osobností. Jeho snímky jsou součástí stálých expozic Metropolitního muzea umění a Muzea moderního umění v New Yorku stejně jako kanadské Národní galerie.

## Životopis
Yousuf nebo Josuf (jeho křestní jméno bylo arménské Hovsep) Karsh se narodil v Mardinu, městě ve východní Osmanské říši (dnes Turecko). Vyrůstal v průběhu Arménské genocidy, o které napsal: „Viděl jsem umírat své příbuzné, moje sestra zemřela hladem, když jsme byli hnáni od vesnice k vesnici.“ Ve čtrnácti letech uprchl se svou rodinou do Sýrie, aby unikli pronásledování. O dva roky později jej rodiče poslali k jeho strýci Georgi Nakashovi, fotografovi v Sherbrooke, Québec, Kanada. Karsh tam krátce chodil do školy a pomáhal svému strýci ve fotografickém studiu. Nakash ve svém synovci rozpoznal velký potenciál a v roce 1928 zařídil Karshovi studium u portrétního fotografa Johna Gara v Bostonu, Massachusetts, Spojené státy. Jeho bratr Malak Karsh, také fotograf, byl autorem slavné fotografie dřevěných klád plovoucích po řece, která se objevila na kanadské jednodolarové bankovce.
Karsh se vrátil do Kanady o čtyři roky později, založil fotografické studio na zámku Laurier Hotel v Ottawě, Ontario, v těsné blízkosti sídla Kanadské vlády. Kanadský ministerský předseda Mackenzie King Karshe objevil a uspořádal setkání s hostujícími hodnostáři jako portrétní zasedání. Karshova práce přitahovala pozornost různých celebrit, ale jeho místo v historii bylo trvale zpečetěno dne 30. prosince 1941, kdy fotografoval Winstona Churchilla poté, co Churchill přednesl projev před kanadskou poslaneckou sněmovnou v Ottawě.
Obraz Winstona Churchilla přinesl Karshovi mezinárodní uznání a je velmi často reprodukovaným fotografickým portrétem. V roce 1967 mu byl udělen titul Order of Canada a v roce 1990 byl povýšen na Order of Canada - Companion.
Ze stovky nejvýznamnějších lidí století, jmenovaných v roce 2000 v knize International Who's Who, získal fotograf Karsh 51. místo a byl také jediným Kanaďanem v tomto seznamu.
V pozdních 90. letech se Karsh přestěhoval do Bostonu a 13. července 2002, ve věku 93 let, zemřel v Bostonské nemocnici po komplikované operaci. Byl pohřben na hřbitově Notre-Dame v Ottawě.

## Dílo
Karsh byl mistrem studiového osvětlení. Jedním z jeho charakteristických postupů bylo to, že portrétovaným osvětloval ruce zvlášť. Fotografoval mnoho velkých a slavných osobností své generace. Většinou během své kariéry používal profesionální fotoaparáty Calumet 8 × 10 (1997,0319), fotoaparát vyráběný kolem roku 1940 v Chicagu. Novinář George Perry napsal v britském listu The Sunday Times, že „když slavní začínají přemýšlet o své nesmrtelnosti, volají Karshe z Ottawy.“
Karsh měl nadání pro zachycení podstaty osobnosti v okamžiku jeho portrétu. Jak Karsh napsal ve své vlastní práci Karsh Portfolio v roce 1967: „V každém muži a ženě je skryté tajemství, a já jako fotograf mám úkol jej odhalit, pokud mohu. Zjevení, pokud přijde, přijde na zlomek sekundy podvědomým gestem, třpytem oka, v krátkém zrušení masky, za kterou se všichni lidé skrývají své nejvnitřnější já před celým světem. V tomto pomíjivém příležitostném okamžiku fotograf musí jednat nebo všechno ztratit.“
Jeho dílo se nachází ve stálých sbírkách National Gallery of Canada, newyorském Muzeu moderního umění a Metropolitan Museum of Art, Mezinárodním muzeu fotografie a filmu George Eastman House, Bibliotheque nationale de France, National Portrait Gallery v Londýně, Portrétní národní galerii Austrálie a v mnoha dalších. Library and Archives Kanada drží jeho kompletní sbírky, včetně negativů, tisků a dokumentů. Jeho fotografické vybavení bylo darováno Canada Science and Technology Museum v Ottawě.
Karsh vydal 15 knih svých fotografií, které obsahují stručné popisy sezení, během kterých kladl otázky a mluvil s fotografovanými, aby je uvolnil a mohl zkomponovat jejich portrét. Někteří ze slavných, které fotografoval, byli například polní maršál lord Alanbrooke, Muhammad Ali, Marian Anderson, W. H. Auden, Joan Baez, Zulfikár Alí Bhutto, Humphrey Bogart, Alexander Calder, Pablo Casals, Fidel Castro, Chiang Kai-Shek, Joan Crawford, Ruth Draper, Albert Einstein, Dwight Eisenhower, Princezna Alžběta II., Robert Frost, Clark Gable, Indira Gandhi, Grey Owl, Ernest Hemingway, Audrey Hepburn, papež Jan Pavel II., Chuck Jones, Carl Jung, Helen Keller a Polly Thompson, Grace Kelly, Jacqueline Kennedy, John F. Kennedy, Peter Lorre, Pandit Nehru, Georgia O'Keeffe, Laurence Olivier, General Pershing, Pablo Picasso, Pius XII., Rainier III., Paul Robeson, rocková skupina Rush, Albert Schweitzer, George Bernard Shaw, Jean Sibelius, Pierre Elliott Trudeau, Andy Warhol, Frank Lloyd Wright, a – pravděpodobně jeho nejznámější – Winston Churchill.

### Portrét Winstona Churchilla
Příběh, který se váže k tomu, jak Karsh vytvořil svůj slavný portrét Churchilla během druhé světové války. Churchill, britský premiér, právě hovořil ke kanadskému parlamentu a Karsh byl u toho, aby jej zachytil jako jednoho z velkých vůdců minulého století. „Nebyl zrovna příliš naladěn na portrétování a dvě minuty bylo vše, co mi dovolil, abych jako on přešel od poslanecké sněmovny senátu do předpokoje,“ napsal Karsh v knize Faces of Our Time. „Dvě skoupé minuty, ve kterých se musím snažit, abych na film zachytil muže, který napsal nebo inspiroval knihovnu knih, plnil svět svou slávou, a já, v tomto případě, s hrůzou.“
Churchill vkráčel do místnosti zamračený, „pokud jde o můj foťák, jak by mohl, díval se na něj jako na německého nepřítele.“ Jeho výraz se pro Karshe perfektně hodil, ale doutník, který mu uvízl mezi zuby se mu zdál neslučitelný s touto slavnostní a formální příležitostí. „Instinktivně jsem mu odstranil doutník. V té chvíli se churchillovské mračení prohlubovalo, hlavu naklonil agresivně dopředu a ruku dal v bok v postoji zlosti.“
V portrétu zachytil Churchilla a Británii toho času dokonale – jako vzdorovité a nedobytné. Snímek se tak stal symbolem válečného odhodlání Britů. Churchill k němu později poznamenal: „Vy dokážete přinutit řvoucího lva stát modelem při fotografování.“ Poté Karsh nazval tuto fotografii Řvoucí lev.
Nicméně, Karshovým favoritem je snímek, který byl pořízen o něco později, a na kterém je Churchillova nálada značně odlehčená, ve stejné pozici, ale s úsměvem.

## Citáty
| „              | Nekonečná fascinace, se kterou pozoruji fotografované lidi, je tou zásadní podmínkou pro vznik „takové“ fotografie, která vystihne i jejich vnitřní sílu. Ta je součástí obtížně popsatelného „tajemství“, ukrytého v každém z nás. Mým nejvyšším cílem je vylákat jejich skrytou sílu a pokusit se ji zajmout v tenké vrstvě fotografického papíru. | “ |
| — Yousuf Karsh | |   |

- Dívejte se kolem sebe, přemýšlejte a berte si z toho ponaučení. To vše dřív, než vezmete do ruky fotoaparát a stisknete spoušť.[14]
- Mým cílem je použít kameru k portrétování slavných tak, jak se jeví mně a jak je vnímá naše generace.[3]

## Publikace
- Faces of destiny; portraits by Karsh (1946)
- Canada: as seen by the camera of Yousuf Karsh and described in words by John Fisher (1960)
- In search of greatness; reflections of Yousuf Karsh (1962)
- Karsh portfolio (1967)
- Portraits by Karsh (1968)
- Faces of Our Time (1971)
- Karsh portraits (1976)
- Karsh Canadians (1978)
- Karsh: a fifty-year retrospective (1983)
- Karsh: American legends (1992)
- Portrait in Light and Shadow: the Life of Yousuf Karsh (2007)
- Karsh: A Biography in Images, (MFA Publications, 2004)

## Biografické filmy
- Karsh is History. Produkce Grand Nord a Portrait Gallery of Canada. Režie Joseph Hillel (2009).

## Galerie

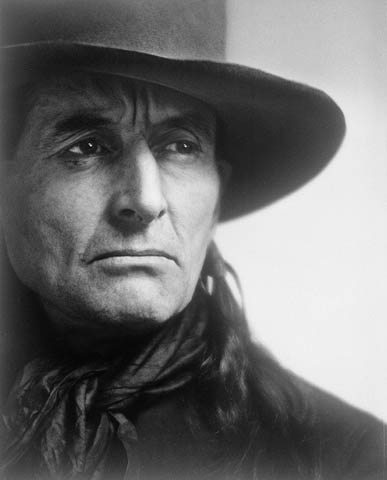
Grey Owl, 1936
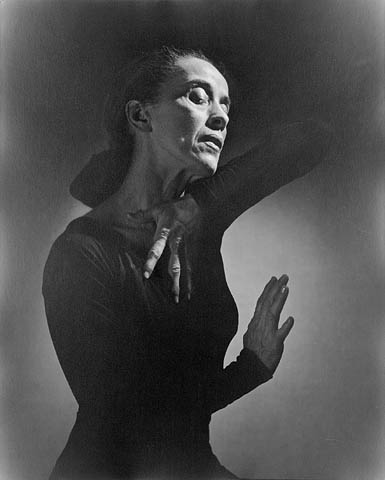
Martha Graham, 1948
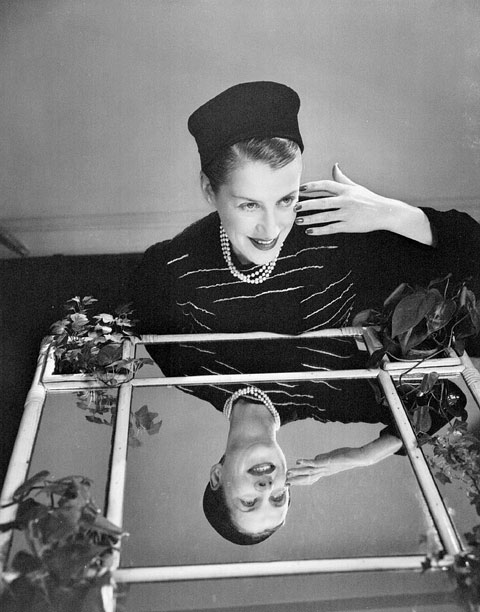
Beatrice Lillie
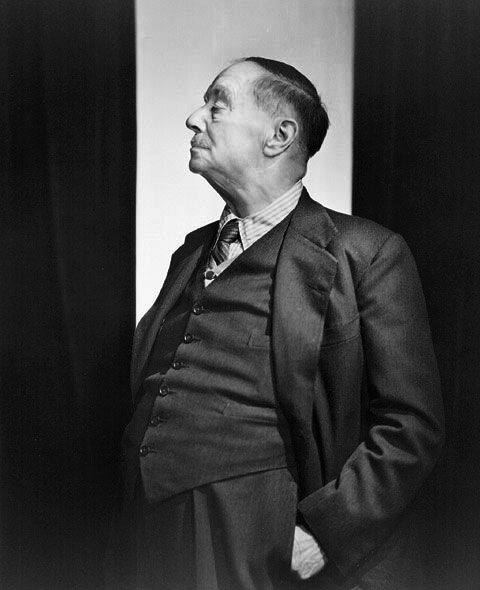
Herbert George Wells, 1943
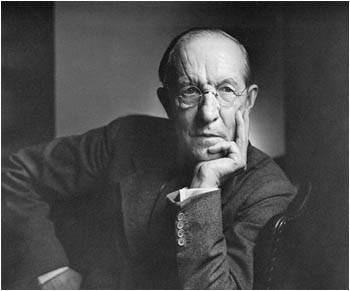
Dr. Duncan Campbell Scott, 1933
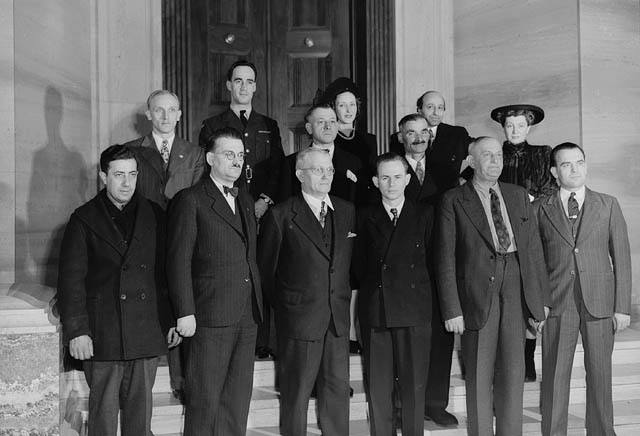
První oficiální udělování kanadského občanství v budově Nejvyššího soudu, Ottawa, 1947
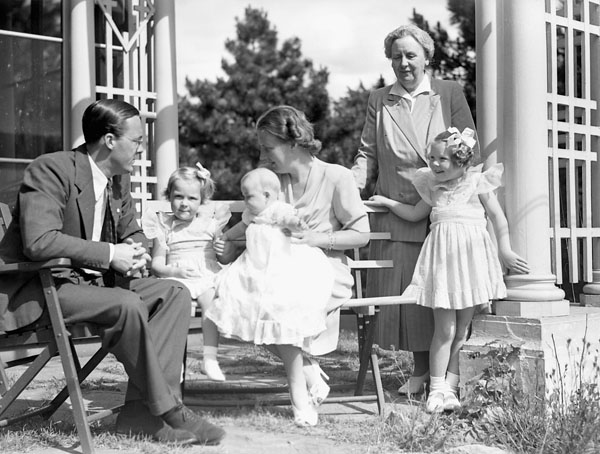
Princ Bernhard, princezna Irene, princezna Juliana držící princeznu Margriet, královna Wilhelmina a princezna Beatrix na Acacia Avenue 541, Ottawa
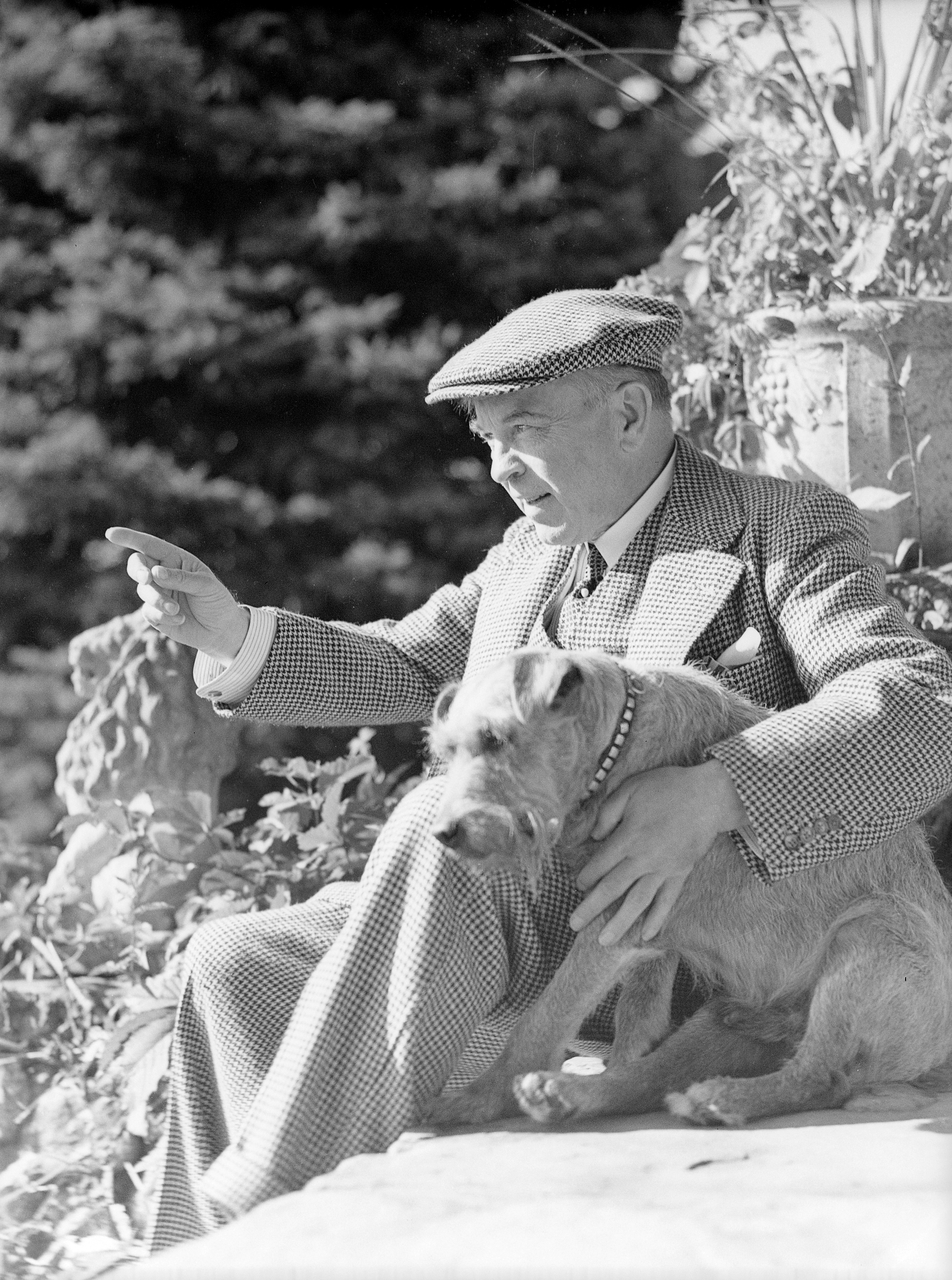
William Lyon Mackenzie King se svým psem, Pat I, na Moorside Cottage
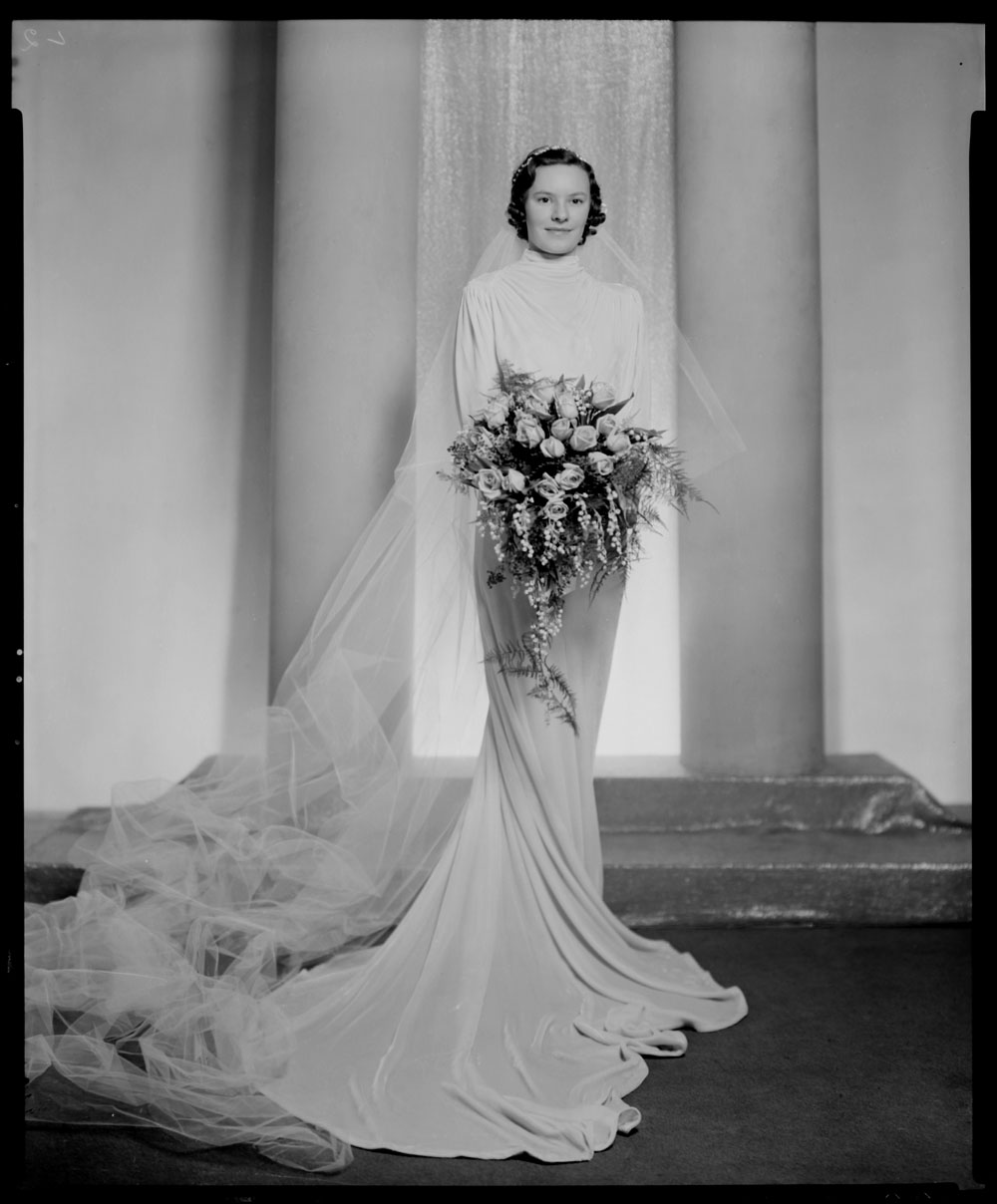
Svatební fotografie neznámé ženy
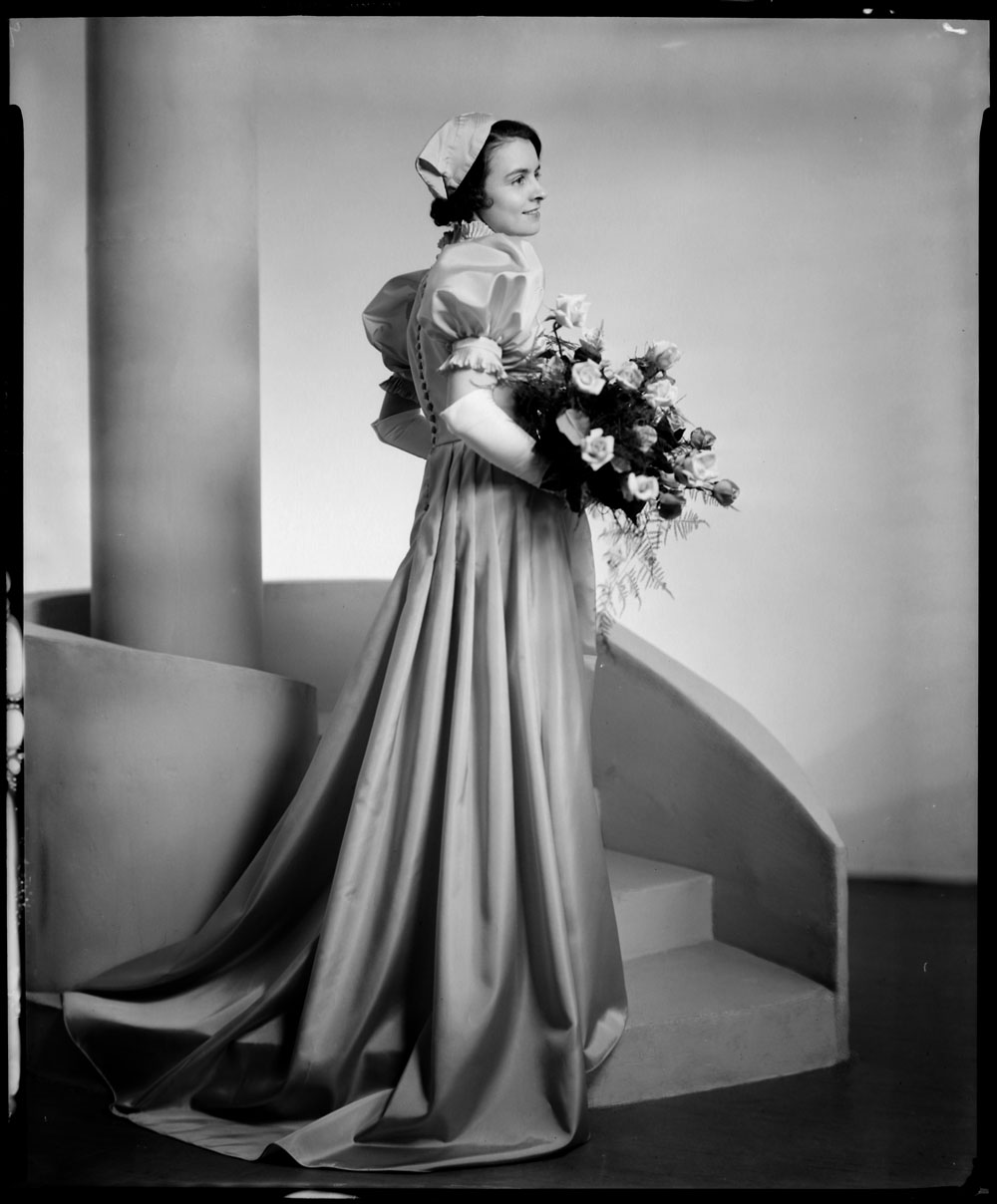
Sheppard-Betts Wedding Mariage
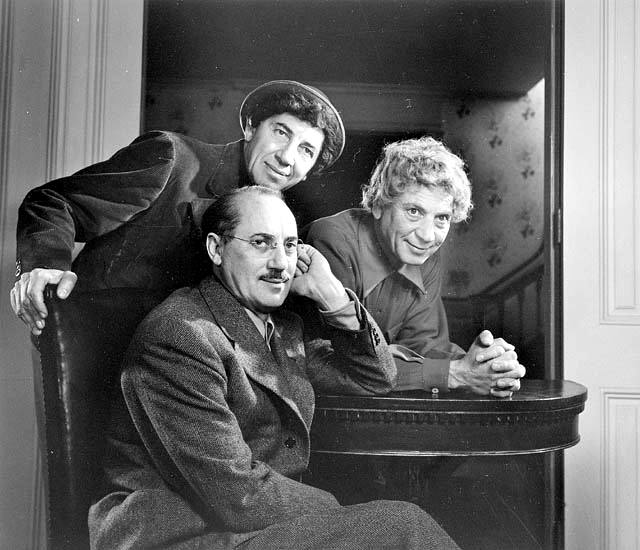
Marx Brothers 1948
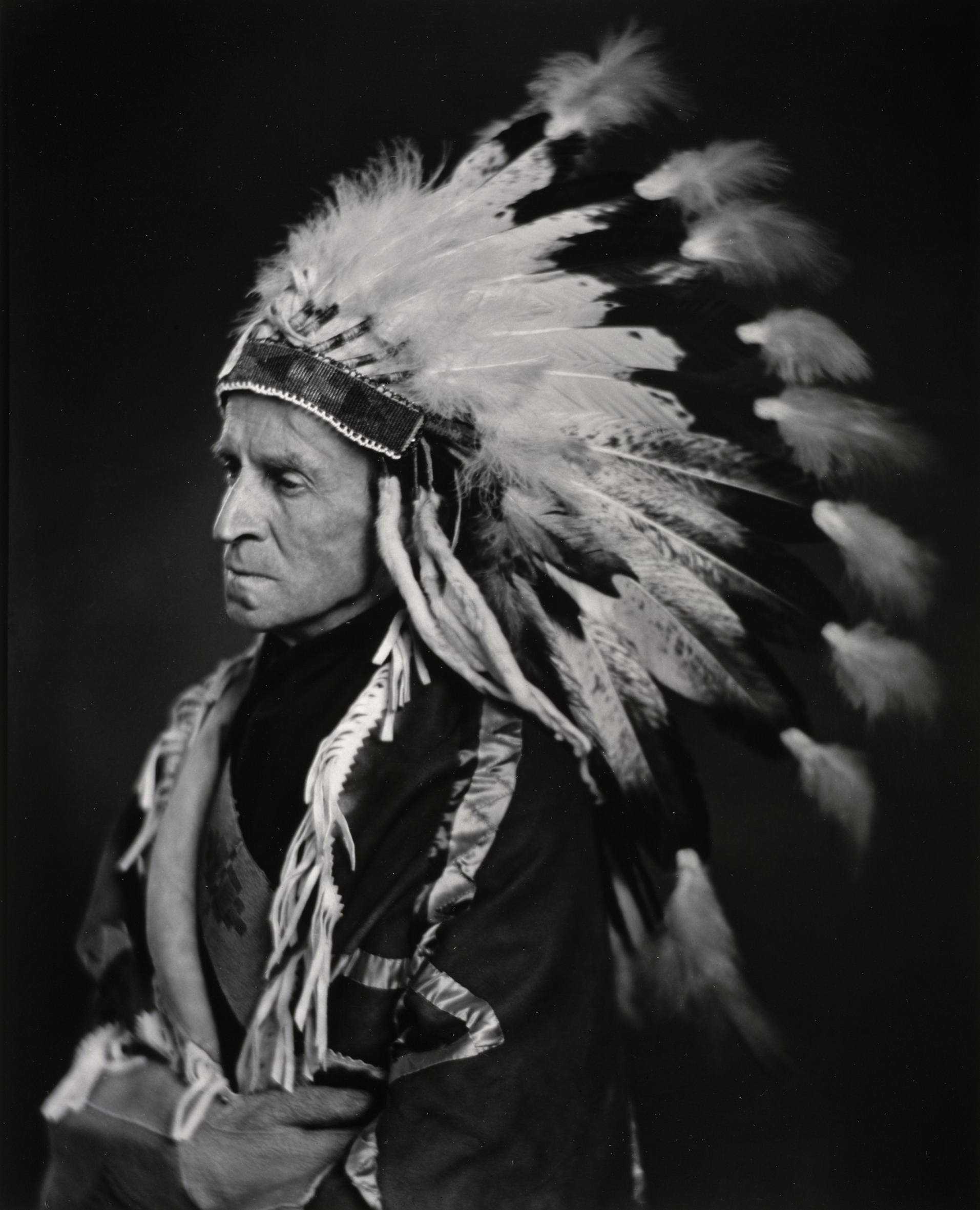
John Buchan, 1st Baron Tweedsmuir (1875–1940)
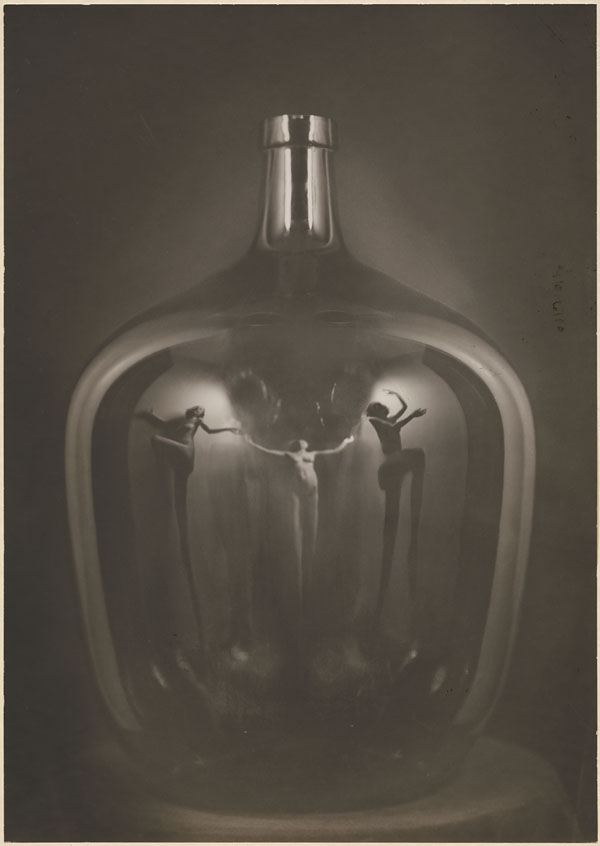
Elixir
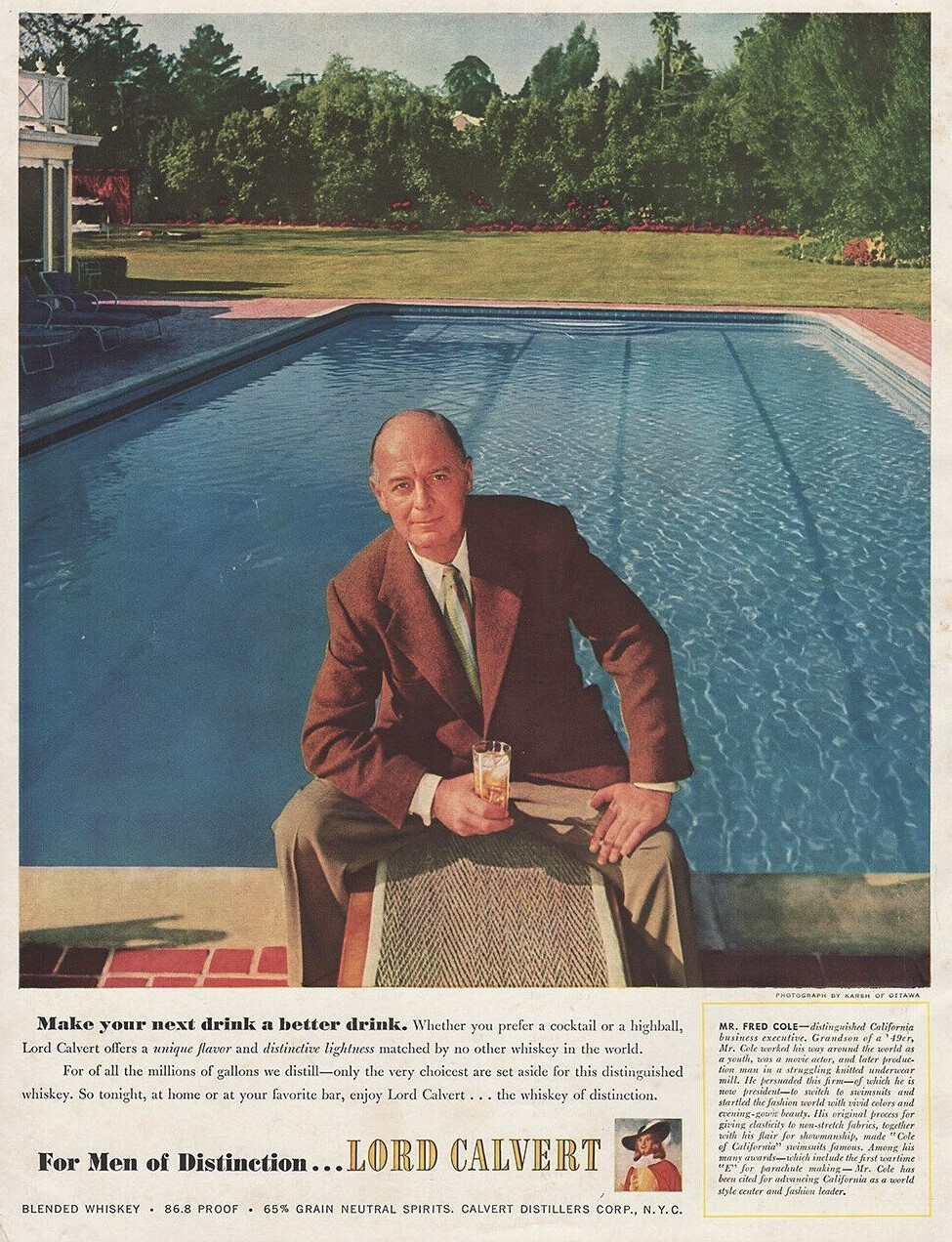
Fred Cole - Lord Calvert, 1952
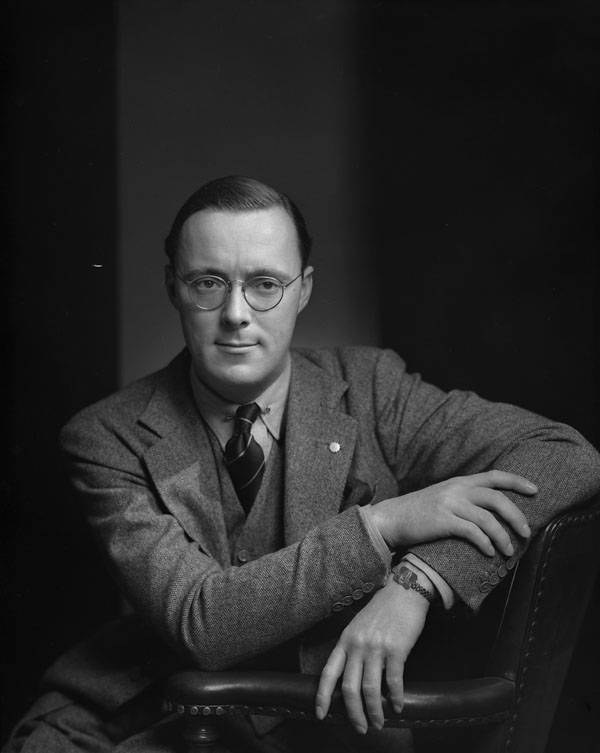
Princ Bernhard, 1942
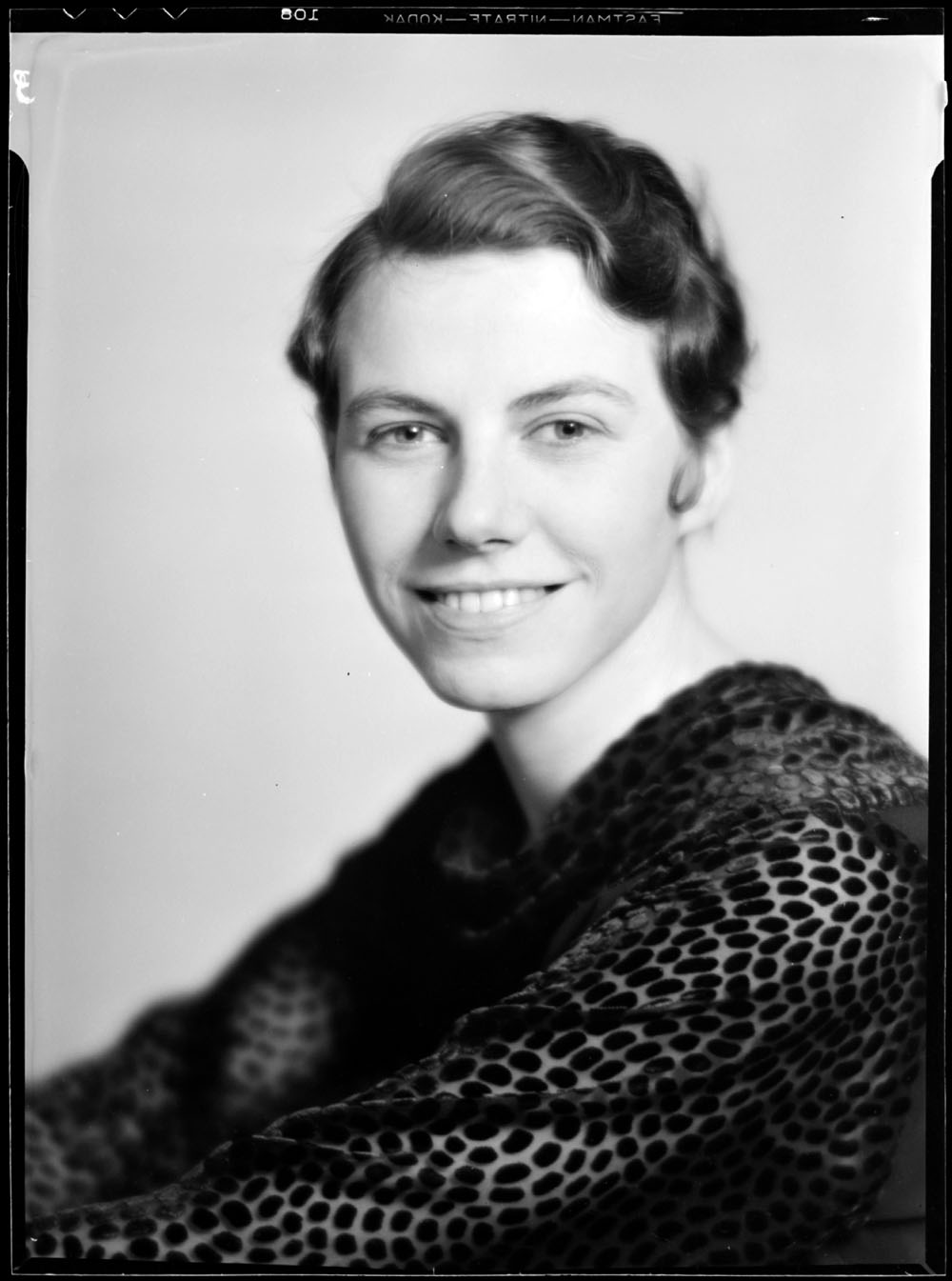
Madam F. D. DuVernet
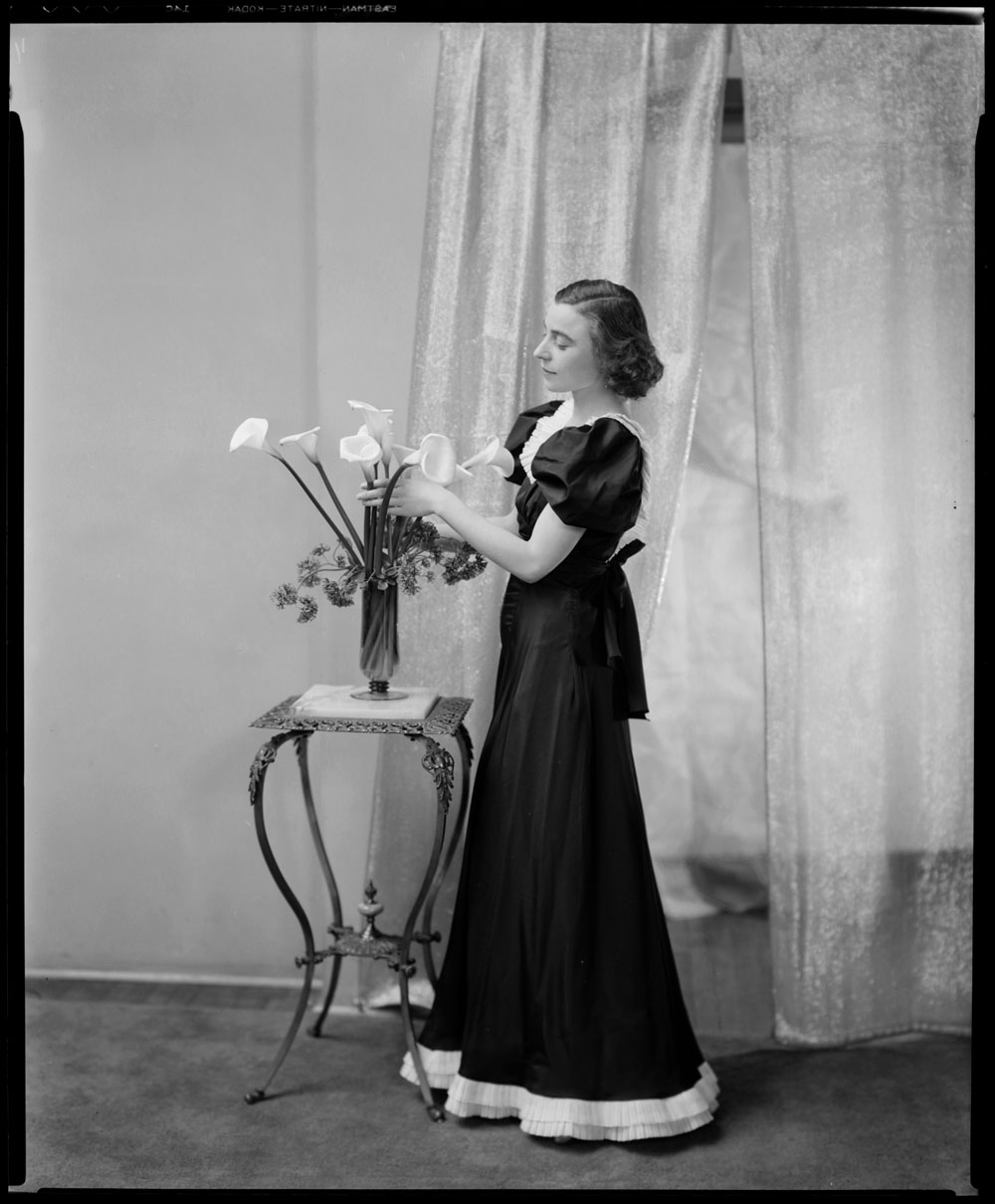
Madam Y. Karsh (roz. Solange Gauthier)
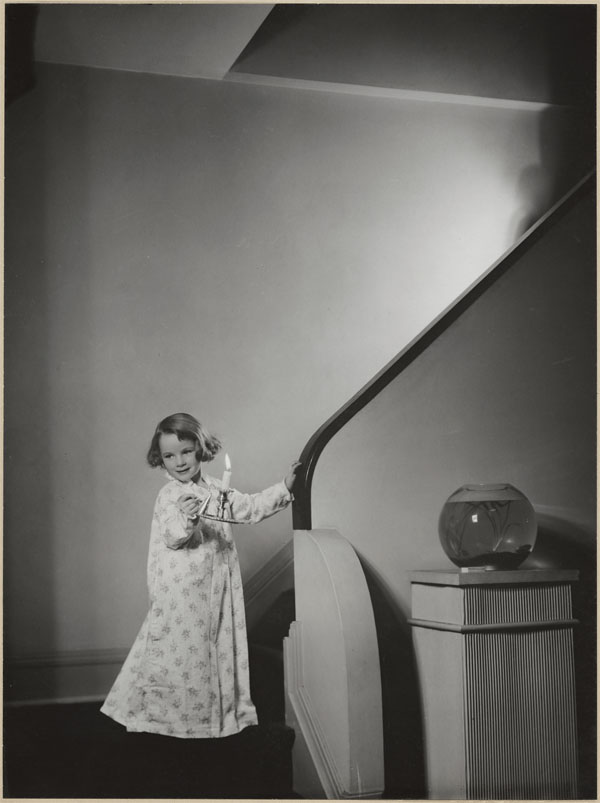
Slečna Ruth Pidgeon